# یوختا
یوختا (به لاتین: Yukhta) یک منطقهٔ مسکونی در روسیه است که در استان آمور واقع شده‌است.